# Übertragungseinrichtung (Gefahrenmeldetechnik)

Platzierung einer Übertragungseinrichtung mit Ersatzweg in einer Alarmübertragungsanlage.

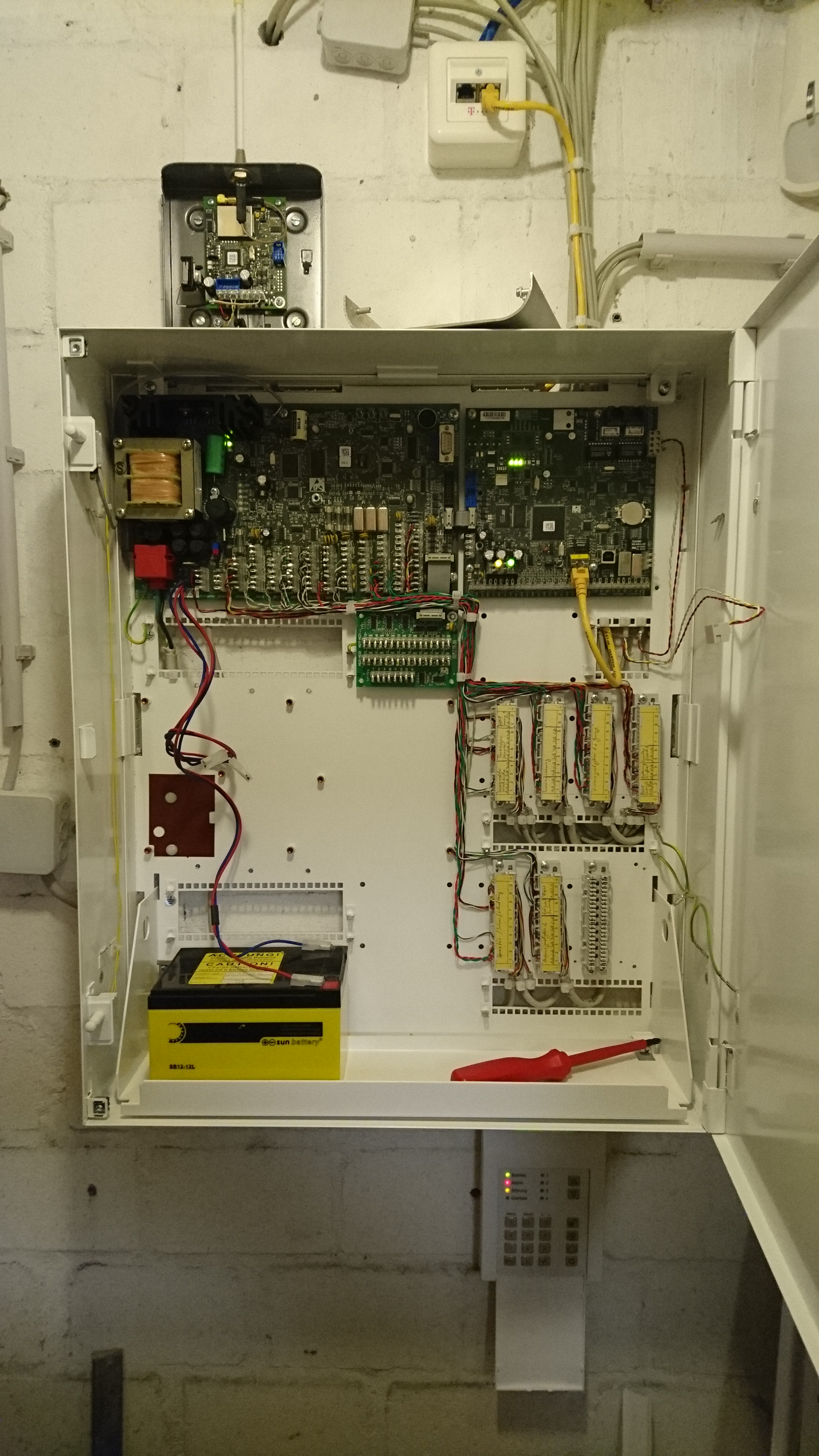
Geöffnete Gefahrenmeldezentrale. Die quadratische Platine rechts oben ist eine Übertragungseinrichtung für Fernalarmierung über ein drahtgebundenes IP-Netz und ISDN. Die Platine im kleinen Gehäuse links oben ist ein GSM-Modul zur Fernalarmierung über Mobilfunk.

Eine Übertragungseinrichtung (ÜE), auch Übertragungseinheit genannt (veraltete Begriffe: Übertragungsgerät, Wählgerät), dient zum Absetzen eines Fernalarms bei Gefahrenmeldeanlagen, wie Einbruchmeldeanlagen, Überfallmeldeanlagen und Brandmeldeanlagen.

## Funktionsweise
Soll ein Fernalarm abgesetzt werden, steuert die Gefahrenmeldezentrale die Übertragungseinrichtung über deren Alarmeingang oder Alarmeingänge an. Es können mehrere Alarmempfänger eingespeichert werden, je nach Übertragungsweg IP-Adressen oder Rufnummern, die zur Alarmierung nacheinander kontaktiert werden. Bei erfolgreichem Verbindungsaufbau sendet die Übertragungseinrichtung dem Alarmtyp entsprechende Meldungen an das Verbindungsziel. Nach Absetzen der Meldungen erwartet die Übertragungseinrichtung eine Quittierung der Meldung. Je nach Konfiguration versucht die Übertragungseinrichtung die Alarmempfänger nacheinander zu erreichen, bis es die erste Quittierung erhält oder es informiert alle programmierten Ziele. Diese Methoden können auch kombinieren werden, um eine Notruf- und Serviceleitstelle zu alarmieren und zeitgleich z. B. eine SMS an den Besitzer der Gefahrenmeldeanlage zu senden.

## Migration
Im Rahmen der Migration der vorhandenen Festnetz- und Mobilfunkstrukturen von einer leitungsvermittelten auf eine paketvermittelnde Technik, müssen viele bestehende Übertragungseinrichtungen, welche nicht zur reinen Sprachübertragung verwendet werden, gegen IP-fähige Übertragungseinrichtungen getauscht werden, da eine sichere Übermittlung der verwendeten Protokolle über die neue Übermittlungstechnik nicht garantiert ist. Weiterhin können viele der in den Richtlinien geforderten Sicherungsmechanismen (Sabotagefreischaltung, Blockadefreischaltung, Leitungsüberwachung) durch das vorgeschaltete IAD nicht mehr sinnvoll aktiv werden.
Der leitungsvermittelte CSD-Dienst im Mobilfunk ist wegen der geringen Datenübertragungsrate, hohen Verbindungskosten und fehlender Pauschalabrechnung nicht mehr zeitgemäß und wurde zudem von einigen Mobilfunkanbietern bereits abgekündigt. Daher ist es für die Fernalarmierung über Mobilfunk in der Regel erforderlich auf eine IP-Übertragung über GPRS, UMTS oder LTE umzustellen.

## Übertragungswege
Ein Übertragungsweg ist die Verbindung zwischen der Übertragungseinrichtung und des Alarmempfängers und transportiert die Meldungen. Die Übertragung der Meldungen zum Alarmempfänger kann über verschiedene Netze erfolgen:
- Drahtgebundene IP-Netze (Datenübertragung, E-Mail).
- Funkbasierte IP-Netze (IP über GPRS/UMTS/LTE)
- Mobilfunk (sonstige Übertragungsverfahren über GPRS/UMTS/LTE, Sprache, SMS, CSD).
- Festnetz (POTS- oder ISDN-Anschluss, Übermittlung von Sprachnachrichten, SMS im Festnetz oder als Datenübertragung).

Für Brandmeldeanlagen wird auch das Tonfrequente Übertragungssystem (TUS) verwendet.
Bei Einbruchmeldeanlagen, die gemäß VdS-Richtlinie aufgebaut sind, erfolgt die Fernalarmierung nur mittels Datenübertragung über IP-Verbindungen.
Übertragungswege werden von der Übertragungseinrichtung dauerhaft oder in regelmäßigen Abständen auf Funktionsfähigkeit überwacht. Ist der Übertragungsweg wegen einer Störung oder Manipulation (z. B. „Sabotage“ bei Einbruchmeldeanlagen) nicht verfügbar, wird ggf. automatisch der Ersatzübertragungsweg (zusätzliche Verwendung eines weiteren Netzes zur Fernalarmierung) verwendet.

## Historie
Für Übertragungseinrichtungen waren in der Vergangenheit die Begriffe AWUG und AWAG üblich. Diese Bezeichnungen werden nur noch selten bzw. für Altgeräte verwendet.
- AWUG: Automatisches Wähl- und Übertragungsgerät

Ein AWUG diente zur Übertragung von Informationen (z. B. Meldungen der Gefahrenmeldeanlage oder Haustechnik) über das öffentliche Telefonnetz (POTS oder ISDN) an geeignete Gegenstellen (z. B. Sicherheitsdienste, Feuerwehr, Polizei) mit Hilfe spezieller Protokolle (z. B. X.75, Telim, VdS 2465, Contact ID).
- AWAG: Automatisches Wähl- und Ansagegerät

Ein AWAG wählte einen Telefonanschluss im Festnetz oder Mobilfunknetz an und spielte vorher aufgezeichnete akustische Sprachnachrichten ab.